# Уембли
 Тази статия е за квартала в Лондон.  За стадиона вижте Уембли (стадион).  
Уембли (на английски: Wembley) е квартал в Северозападен Лондон, Англия, част от административен район Брент.
Там се намират известните съоръжения Стадион Уембли и Уембли Арена.